# فهرست دانشگاه‌ها در سوئیس
سیستم آموزش و پرورش، در کشور سوئیس چند نوع موسسه آموزشی را به رسمیت می‌شناسد: دانشگاه (آلمانی: Universitäre Hochschulen)، دانشگاه علوم کاربردی (آلمانی: Fachhochschulen) و مراکز تربیت معلم (آلمانی: Pädagogische Hochschulen).

## رتبه بندی بین‌المللی
با توجه به رتبه بندی جهانی دانشگاه (انگلیسی: QS World University Rankings):
| موسسه                                 | ۲۰۰۴ | ۲۰۰۵ | ۲۰۰۶ | ۲۰۰۷ | ۲۰۰۸ | ۲۰۰۹ | ۲۰۱۰ | ۲۰۱۱ |
| ------------------------------------- | ---- | ---- | ---- | ---- | ---- | ---- | ---- | ---- |
| مؤسسه فناوری فدرال زوریخ (ETH Zürich) | ۱۰   | ۲۱   | ۲۴   | ۴۲   | ۲۴   | ۲۰   | ۱۸   | ۱۸   |
| مؤسسه پلی‌تکنیک فدرال لوزان (EPFL)     | ۳۲   | ۳۴   | ۶۴   | ۱۱۷  | ۵۰   | ۴۲   | ۳۲   | ۳۵   |
| دانشگاه ژنو                           | NR   | ۸۸   | ۳۹   | ۱۰۵  | ۶۸   | ۷۲   | ۷۱   | ۶۹   |
| دانشگاه زوریخ                         | NR   | ۸۵   | ۱۰۹  | ۱۴۰  | ۱۰۶  | ۹۲   | ۱۰۱  | ۱۰۶  |
| دانشگاه بازل                          | NR   | ۱۲۷  | ۷۵   | ۱۱۴  | ۱۳۱  | ۱۰۸  | ۱۳۷  | ۱۵۱  |
| دانشگاه لوزان                         | NR   | ۱۳۳  | ۸۹   | NR   | ۱۶۱  | ۱۶۸  | ۱۵۲  | ۱۳۶  |
| دانشگاه برن                           | NR   | NR   | ۱۷۸  | NR   | ۱۹۲  | ۱۹۳  | ۱۶۲  | ۱۴۳  |
| دانشگاه سنت گالن                      | NR   | ۱۵۰  | NR   | NR   | NR   | NR   | NR   | NR   |